# Subcushmanella
Subcushmanella es un género de foraminífero bentónico considerado un sinónimo posterior de Alliatinella de la subfamilia Alliatininae, de la familia Robertinidae, de la superfamilia Robertinoidea, del suborden Robertinina y del orden Robertinida. Su especie tipo era Subcushmanella differens. Su rango cronoestratigráfico abarcaba el Holoceno.

## Clasificación
Subcushmanella incluye a las siguientes especies:
- Subcushmanella differens
- Subcushmanella fragilis